# Pelecopsis punctiseriata
Pelecopsis punctiseriata là một loài nhện trong họ Linyphiidae.
Loài này thuộc chi Pelecopsis. Pelecopsis punctiseriata được Friedrich Wilhelm Bösenberg & Embrik Strand miêu tả năm 1906.